# Морско казино (Варна)
Морско казино гр. Варна е културно-развлекателен център, създаден след Първата световна война.

## История
През 1921 г. Варна официално е обявена за морски курорт от тричленна комисия, изпълняваща ролята на общинска управа. Въпреки финансовата криза Община Варна поддържа благоустрояването на града, като предвид развитието на курортното дело в града, взема решение в Морската градина да се изградят Морски бани, фонтан и Морско казино. През 1926 г. на около 100 метра от плажната ивица, започва строителството на „Морско казино“, по проект на арх. Желязко Богданов (1893 – 1946).
На държавно ниво този акт се потвърждава с царски указ, издаден през 1925 г. С изграждането на морските централните бани, официалното открити на 1 август 1926 г., и на северните бани, открити през 1928 г. и разполагащи с водна пързалка и остро критикуван от обществеността смесен плаж, градът се превръща в модерен морски курорт.
Намеренията на тогавашната управа на Варна, градът да се развива като френска Ривиера на Балканите, довеждат и до строителството на Морско казино, започнало през 1926 г. по проект на арх. Желязко Богданов, на около 100 метра от плажната ивица. Параметрите на Казиното били следните – голям салон от 300 квадратни метра с просторна тераса с колонада, отстрани „12 дюкяна, които да служат за изложба на български произведения“, и два павилиона за музика. В тогавашния му вид казиното е имало син салон с висока светла височина, обслужващи едноетажни части около него и открита градина, която се е преливала без ограда в Морската градина.
През януари 1936 г. е създадена общинска комисия, възлагаща експлоатацията на игралното казино във Варна. В състава ѝ влизат кметът инж. Янко Мустаков, полицейският комендант Германов, подпредседателя на варненския областен съд,
помощник-кметът Димитров, данъчният началник, представителят на Варненската търговска камара, юристконсултът при общината й видни варненски общественици и адвокати. Оферти пред комисията излагат фирмите на Димитър Меджидиев, Петър Марков, Хайнц Лайзер, Елизар Леви  и Ичко Стефанов. Първите четири фирми, освен 5 на сто за държавата, се задължават да дават на общината и 20 на сто от чистата печалба.
Сградата, освен с функцията си на казино, става и основен културен център, с разнообразни прояви през периода до 1944 г. По-късно тя продължава да бъде основно културно-развлекателно средище.
През 1958 г. казиното изгаря, а през 1959 се прави реконструкция от арх. Панайот Минков, в който му вид Морско казино остава и до днес. Тогава се проектира втори ресторант – червен салон, на второ основно ниво. Увеличават се терасите на второ ниво, като се открива красива гледка към градския централен плаж, буните и морска гара. Стилово сградата се отличава с елементи на арт деко, български модернизъм и сецесион, а запазените скулптури придават още по-изящен вид на фасадите на сградата. През целия си период на функциониране в сградата са се осъществявали хазартни игри – карти, рулетка и др. По-късно през годините е претърпяла редица преустройства, като през последните 25 години поддръжката и е напълно изоставена от предходните собственици и състоянието ѝ изисква всеобхватен ремонт и реконструкция.
Провеждали са се културно-масови мероприятия, като изложби, балове, награждавания, сватби. Ресторантската част е можела да събере над 1000 посетители, за които е било въпрос на чест да бъдат гости на Морското казино. Сградата е знакова за град Варна.

## След 2015 г.
От 2015 г. е реализиран частичен неотложен ремонт на фасадата. Дори в сградата се провежда международен фестивал на скулптурите „Contempo“, гостуват различни творци, които правят своите творби на място и представят юбилейни изложби.
Изработен и одобрен от Консултативния съвет към Община Варна по опазване на архитектурното наследство е проект за цялостно обновяване на сградата-чрез основен ремонт и реконструкция, със застроена площ от 1655 кв. м, разположена върху поземлен имот с площ от 2957 кв. м, с обща надземна РЗП – 3465 кв. м, подземна РЗП-1180 кв. м и прилежаща площ към открития ресторант – 968 кв. м – лятна градина. Запазени са както силуетната линия, така и обема на съществуващата сграда, предвид обстоятелството, че тя е в среда на паметник на градинското и парково изкуство, поради което към нея има специфични изисквания.
Обновената и реконструирана сграда ще притежава следните самостоятелни зони:
Сутерен – в който са разположени винарна, както и три обособени зони със съблекални, складове и тоалетни.
Първи етаж – с просторна арт-галерия, на площ от 390 кв. м, с покрив и от остъклен атриум, заведение за бързо хранене, обслужващо и външно кафе с площ от 195 кв. м, кухня, обслужваща ресторант „Син салон“, на две нива, с две външни тераси, както и обслужваща летния ресторант, закрит детски анимационен център, както и открит детски анимационен център в лятната градина, полуоткрита сцена към летния ресторант.
Междинен етаж – На първия етаж, където е арт-галерията ще се възстанови и сега съществуващият междинен етаж с площ от около 100 m². Този междинен етаж е между първия и втория и е в зоната на заведението за бързо хранене, като ще се ползва за изложбена площ и кафе.
Втори етаж – на който са разположени второто ниво на „Син салон“, голяма открита тераса, първото ниво на ресторант „Червен салон“, заедно с Виенска сладкарница, както и кухня за тях, преддверие, тоалетни, зала за ВИП-гости.
Трети етаж – на който са разположени втория етаж на ресторант „Червен салон“, външна тераса към него, открита покривна тераса над ресторант „Син салон“, обслужваща обща част между двата ресторанта и тоалетни.
Основната идея при реализиране на проекта е да се предостави възможност в зоната на арт-галерията и летния ресторант, както и на сцените на двата основни ресторанта да се провежда богат и разнообразен културен живот, да се предостави арт-галерията за провеждане на различни изложби и други културни събития.
При условие, че по изготвения проект бъде издадено разрешение за строеж до декември 2015 г., се предвижда цялата сграда да бъде ремонтирана до края на 2016 г., като първоначално бъде въведен в експлоатация летния ресторант с обслужващата го кухня и евентуално-вътрешната арт-галерия с обслужващото я заведение, а до края на 2016 г. да посрещнат първите си гости и останалите заведения в сградата.
В периода от началото на 2016г. до края на 2017г. се осъществява мащабен основен ремонт и реконструкция, с използване на най-висококачествени съвременни aрхитектурни решения и технологии, съчетани с класически материали като дърво, камък и ковано желязо. В края на 2017г. Сградата получава Разрешение за ползване.
Към 2025г.  „Морско казино“ впечатлява със своята обновена визия, съчетаваща класическа елегантност, модерен дизайн и усещане за домашен уют. Пространството е проектирано така, че да подчертае спиращата дъха гледка към морето, разкриваща се от панорамните прозорци.
Обновената цветова палитра в морски цветове и земни тонове създава хармония и уют, а вниманието към детайлите добавя нотка лукс.
Официален сайт: История - Casino